# Pavel Bečka
Pavel Bečka (* 7. November 1970 in Ústí nad Labem, Tschechoslowakei) ist ein ehemaliger tschechischer Basketballspieler. Der Nationalspieler kam 1995 vom tschechischen Meisterschaftsdritten USK Prag zum deutschen Zweitligisten Oldenburger Turnerbund, mit dem er fünf Jahre später in die höchste Spielklasse aufstieg. Nach einem Bandscheibenvorfall 2003 kehrte Bečka noch einmal auf das Spielfeld zurück, beendete aber 2004 seine aktive Karriere bei diesem Verein, auch wenn er 2006 noch einmal für zwei Spiele in der Profimannschaft reaktiviert wurde. Für seine langjährigen Verdienste in der ersten Mannschaft hat der Verein EWE Baskets, wie die professionelle Herrenmannschaft seit 2001 aus Sponsorengründen heißt, seine Trikotnummer 8 gesperrt, das heißt, sie ist unter die Hallendecke gezogen und darf zukünftig von keinem anderen Spieler der EWE Baskets mehr getragen werden. Nach einer Endrundenteilnahme mit der tschechoslowakischen Nationalmannschaft bei der Basketball-Europameisterschaft 1991 erreichte  Bečka mit der tschechischen Nationalmannschaft nur die EM-Endrunde 1999, bei der die Tschechen den zwölften Platz belegten. 
Heute engagiert sich Pavel Bečka im Naturschutz. Als Projektleiter bei Euronatur betreut er Naturschutzprojekte in Europa. Für den Nationalpark Bayerischer Wald ist er für die grenzüberschreitende Zusammenarbeit mit Tschechien zuständig.